# Acacia haematoxylon
Acacia haematoxylon é uma espécie de leguminosa do gênero Acacia, pertencente à família Fabaceae.